# Marva Whitney
Marva Whitney (* 1. Mai 1944 in Kansas City (Kansas) als Marva Ann Manning; † 22. Dezember 2012) war eine US-amerikanische Funksängerin. Sie gilt unter Funk-Enthusiasten als eine der kraftvollsten Sängerinnen des Genres.

## Karriere
Whitney hatte bereits im Alter von drei Jahren ihre ersten Gesangsauftritte im familiären Gospel-Ensemble, den Manning Gospel Singers.
Später, nach einem Collegestudium der Musik, wurde sie Frontfrau der R’n’B-Gruppe Tommy Gadson & the Derbys. Im Jahre 1967 stieß sie zur James-Brown-Revue, wo sie als „erste Diva“ den Grundstein für ihre späteren Erfolge legte: Während sie in der Revue solo auftrat, begleitete sie Brown auf internationalen Tourneen, unter anderem nach Vietnam, und nahm schon 1969 erste Soloaufnahmen bei Browns damaligem Plattenlabel King auf.
Mit ihrer Single It’s My Thing (You Can’t Tell Me Who to Sock It To), einer Interpretation des erfolgreichen Stücks der Isley Brothers, landete sie auf Anhieb in den Top 20 der R’n’B-Charts. Nachfolgende Veröffentlichungen konnten zunächst nicht an diesen Erfolg anknüpfen, und Whitney blieb bis 1970 bei der Revue. Ihre erste und über lange Jahre einzige Studio-LP, It’s My Thing, wurde später, nachdem der Bekanntheitsgrad der Platte infolge häufigen Samplens durch verschiedene DJs der Funkszene rasch anstieg, zum gefragten Sammlerobjekt.
In unregelmäßigen Abständen trat Whitney über die Jahre wieder mit James Brown gemeinsam auf und steuerte auch sieben Stücke zu dessen Kompilation James Brown’s Original Funky Divas bei.
Im Jahre 2006 begann Marva Whitney, mit dem japanischen Funkensemble Osaka Monaurail zusammenzuarbeiten, nachdem dieses auf ihrer eineinhalbwöchigen Japantournee als Backup-Band aufgetreten war. Gemeinsam mit Osaka Monaurail veröffentlichte Whitney dann im Dezember 2006 ihre nach 36 Jahren erste Studio-LP I Am What I Am, die 2007 auch in Europa veröffentlicht wurde. Es folgten weitere gemeinsame Auftritte sowie Ende 2008 eine Europatournee. It’s My Thing wurde in die Wire-Liste The Wire’s „100 Records That Set the World on Fire (While No One Was Listening)“ aufgenommen.
Whitney verstarb im Dezember 2012 im Alter von 68 Jahren an den Folgen einer Lungenentzündung.